# Aygepat
Aygepat (in armeno Այգեպատ?, in passato Masumlu e Dargalu Verkhniy) è un comune dell'Armenia di 1 485 abitanti (2008) della provincia di Ararat.